# Band Aid
Band Aid var en supergrupp bestående av artister tillhörande popeliten i Storbritannien och Republiken Irland. Band Aid spelade 25 november 1984 in en julsång, "Do They Know It's Christmas?", på initiativ av Bob Geldof. Han tog hjälp av vännen Midge Ure som skrev musiken och producerade låten i Trevor Horns Sarm West Studio i London. Allt under 24 timmar. Intäkterna gick till det då kraftigt svältdrabbade i Etiopien. Fem år senare, 1989, spelade en ny konstellation av artister in en ny version av samma låt, då under namnet Band Aid II. För att fira tjugoårsjubileet av Band Aid spelade ytterligare en tredje konstellation av artister 2004 in en ytterligare en version av samma låt, då under namnet Band Aid 20. Detta skedde även vid både 30- och 40-årsjubileet åren 2014 samt 2024 under namnen Band Aid 30 och Band Aid 40.

## Medlemmar
Den ursprungliga Band Aid-ensemblen:

- Paul Young
- Boy George (från Culture Club)
- George Michael (från Wham!)
- Simon Le Bon (från Duran Duran)
- Sting
- Bono (från U2)
- Marilyn
- Glenn Gregory (från Heaven 17)
- Tony Hadley (från Spandau Ballet)

- Phil Collins spelade trummor
- Midge Ure (från Ultravox) övriga instrument
- Bob Geldof (från Boomtown Rats)
- Simon Crowe (från Boomtown Rats)
- Johnny Fingers (från Boomtown Rats)
- Pete Briquette (från Boomtown Rats)
- Chris Cross (från Ultravox)
- Steve Norman (från Spandau Ballet)
- Martin Kemp (från Spandau Ballet)
- John Keeble (från Spandau Ballet)
- Gary Kemp (från Spandau Ballet)
- John Taylor (från Duran Duran)
- Roger Taylor (från Duran Duran)
- Andy Taylor (från Duran Duran)
- Nick Rhodes (från Duran Duran)
- Keren Woodward (från Bananarama)
- Sarah Dallin (från Bananarama)
- Siobhan Fahey (från Bananarama)
- Jody Watley (från Shalamar)
- Paul Weller (från The Style Council och tidigare The Jam)
- Martyn Ware (från Heaven 17)
- Rick Parfitt (från Status Quo)
- Francis Rossi (från Status Quo)
- James "JT" Taylor (från Kool & The Gang)
- Robert 'Kool' Bell (från Kool & The Gang)
- Dennis Thomas (från Kool & The Gang)
- Jon Moss (från Culture Club och tidigare Adam and the Ants)
- David Bowie
- Adam Clayton (från U2)
- Holly Johnson (från Frankie Goes to Hollywood)
- Paul McCartney
- Stuart Adamson (från Big Country)
- Bruce Watson (från Big Country)
- Tony Butler (från Big Country)
- Mark Brzezicki (från Big Country)
- Peter Blake

### Fotnoter
1. ↑  ”ultimateclassicrock”. https://ultimateclassicrock.com/do-they-know-its-christmas/. Läst 26 november 2020.
2. ↑  Fredrik Strage (21 november 2014). ”"Do they know it’s Christmas?" går rakt in i mitt lättlurade hjärta”. Dagens nyheter. http://www.dn.se/kultur-noje/kronikor/fredrik-strage-do-they-know-its-christmas-gar-rakt-in-i-mitt-lattlurade-hjarta/. Läst 6 augusti 2016.